# رمی (فرانسه)
رمی (فرانسه) (به فرانسوی: Rémy) یک کمون در فرانسه است که در پا-دو-کاله واقع شده‌است.

## خصوصیات
رمی ۳٫۵۹ کیلومترمربع مساحت و ۲۵۳ نفر جمعیت دارد و ۴۵ متر بالاتر از سطح دریا واقع شده‌است.